# کتابخانه ملی تونس
کتابخانه ملی تونس (عربی: المکتبة الوطنیة التونسیة) کتابخانه قانونی و دارای حق چاپ تونس است، در سال ۱۸۸۵ تأسیس گردید، این کتابخانه ابتدا به نام کتابخانه فرانسوی و سپس کتابخانه مردمی نامیده شد. دولت تونس بودجه‌ای بالغ بر ۲۸ میلیون دینار را برای ساختمان جدید کتابخانه اختصاص داد و در سال ۲۰۰۵ کتابخانه تغییر مکان داد. این کتابخانه ۷۰ متر ارتفاع دارد و از ۱۴ طبقه تشکیل شده است و یکی از بلندترین ساختمان‌های تونس و یکی از معروف‌ترین ساختمان‌های سبک اسلامی در تونس است.

## تاریخچه
این کتابخانه که در سال ۱۸۸۵ تأسیس شد، کتابخانه فرانسوی نام داشت. پس از استقلال تونس به کتابخانه ملی تونس تغییر نام داده‌شد. در سال ۲۰۰۵ به مکان فعلی خود، بلوار ۹ آوریل، درست در نزدیکی ساختمان آرشیو ملی تونس و برخی موسسات عالی دیگر مانند دانشکده علوم اجتماعی و انسانی، منتقل شد.

## کتابشناسی - فهرست کتب
- "Tunisia", World Report 2010, The Hague: International Federation of Library Associations, OCLC 225182140, Freedom of access to information. (Includes information about the national library)